# Cotana tenebricosa
Cotana tenebricosa är en fjärilsart som beskrevs av Erich Martin Hering 1931. Cotana tenebricosa ingår i släktet Cotana och familjen Eupterotidae. Inga underarter finns listade i Catalogue of Life.